# Nərimankənd (Biləsuvar)
Nərimankənd è un comune dell'Azerbaigian situato nel distretto di Biləsuvar. Conta una popolazione di 3.272 abitanti.